# Comuna de Cisek
Cisek (polaco: Gmina Cisek) é uma gminy (comuna) na Polónia, na voivodia de Opole e no condado de Kędzierzyńsko-kozielski.
De acordo com os censos de 2004, a comuna tem 1892 habitantes, com uma densidade 97,2 hab/km².

## Área
Estende-se por uma área de 70,89 km², incluindo:
- área agricola: 89%
- área florestal: 1%